# Sergio Samitier
Sergio Samitier Samitier (ur. 31 sierpnia 1995 w Barbastro) – hiszpański kolarz szosowy.

## Osiągnięcia
Opracowano na podstawie:
2017
- 2. miejsce w mistrzostwach Hiszpanii U23 (jazda indywidualna na czas)

2019
- 1. miejsce w klasyfikacji górskiej Tour of the Alps

2020
- 13. miejsce w Giro d’Italia

2023
- 1. miejsce w klasyfikacji górskiej Tour of the Alps

## Rankingi
| Rok             | 2019  | 2020 | 2021  | 2022  | 2023  | 2024  |
| --------------- | ----- | ---- | ----- | ----- | ----- | ----- |
| World Ranking   | 1110. | 417. | 1015. | 2117. | 2316. | 1310. |
| UCI Europe Tour | 787.  | 341. | 754.  | 1327. | -     | -     |
|                 |       |      |       |       |       |       |
| Źródło: UCI     |       |      |       |       |       |       |